# Alvinocaris longirostris
Alvinocaris longirostris is een garnalensoort uit de familie van de Alvinocarididae. De wetenschappelijke naam van de soort is voor het eerst geldig gepubliceerd in 1995 door Kikuchi & Ohta.